# Giuseppe Maria Bovieri
Giuseppe Maria Bovieri (* 22. April 1800 in Ceccano, Latium; † 22. April 1873 in Montefiascone, Latium) war ein italienischer Bischof.

Giuseppe Maria Bovieri

## Leben
Giuseppe Maria Bovieri wurde 1800 in Ceccano in der Diözese Ferrentino südlich von Rom als Kind eines Notars des Kirchenstaates geboren. Am 28. Oktober 1822 wurde er zum Priester geweiht. Von 1826 bis 1830 studierte er Theologie in Rom und machte bis 1838 seinen Abschluss in beiden Rechten. Von 1830 an weilte Bovieri zunächst zeitweise als Auditor an der Schweizer Nuntiatur in Luzern und amtete von 1848 bis 1864 selbst als Geschäftsträger der Nuntiatur. Von 1843 bis 1845 kehrte er zwischenzeitlich nach Rom zurück, wo er zum Benfiziaten von St. Peter und zum Ehrenkämmerer befördert wurde. Am 24. März 1867 empfing Bovieri in der Kirche Santa Caterina di Siena auf dem Quirinal in Rom die Bischofsweihe und war bis zu seinem Tod Bischof der Diözese Montefiascone. Er nahm am I. Vatikanischen Konzil (1870–1871) teil.

## An der Schweizer Nuntiatur in Luzern
Von 1830 bis 1848 war Bovieri zeitweise Auditor an der Schweizer Nuntiatur in Luzern, d. h. engster Mitarbeiter des Nuntius.
- Auditor des Nuntius Filippo de Angelis (1830–1839)
- Auditor des Nuntius Tommaso Pasquale Gizzi (1839–1841)[1]
- Auditor des Nuntius Girolamo d’Andrea (1841–1845)

Das Verhältnis zwischen Nuntius d’Andrea und seinem Auditor Bovieri war durch gegenseitiges Misstrauen zerrüttet. Davon zeugt eine ganze Querele in Form eines Briefverkehrs zwischen den beiden, dem Kardinalstaatssekretärs Luigi Lambruschini, einzelnen Mitarbeiterinnen und Mitarbeitern der Nuntiatur sowie sonstigen Beteiligten.
- Auditor des Nuntius Alessandro Macioti (1845–1848)
- Geschäftsträger der Schweizer Nuntiatur (1848–1864)

Als nach der Niederlage der katholischen Kantone im Sonderbundskrieg der Nuntius Macioti 1848 die Schweiz verlassen hatte, wurde Bovieri im selben Jahr Geschäftsträger der Nuntiatur und blieb dies auch nach dem formellen Rücktritt Maciotis 1850. Dass Bovieri nicht den Titel eines Nuntius trug, war ein inoffizieller Ausdruck dafür, dass der Heilige Stuhl die Veränderungen in der Eidgenossenschaft von 1847/48 mit dem Bürgerkrieg und der Bildung des Nationalstaates nicht als rechtmäßig anerkannte.

Obwohl die Regierung des neuen Bundesstaates in Bern die diplomatischen Beziehungen mit dem Kirchenstaat aufrechterhielt und auf ein gutes Verhältnis hoffte, blieb Bovieri in Luzern und änderte auch mit den Jahren nicht seine gleichermaßen ablehnende wie aussichtslose Grundhaltung gegen den Schweizerischen Staat sowie dessen protestantische Kultur:
„Er vertrat wie gewohnt konservativ-antirevolutionäre Prinzipien und versuchte vergeblich, sich grössere Einflussmöglichkeiten zu verschaffen: Der Handlungsspielraum von Bovieri war gering, so dass auch vehementes Protestieren bald seine Wirkung verlor.“
Zu den wichtigsten Stellungnahmen Bovieris in seiner Amtszeit gehörten u. a. 1856 die Ablehnung eines Konkordats des Heiligen Stuhls mit dem Kanton Freiburg, seine Intervention in der Basler Seminarfrage von 1858 sowie die Verurteilung der staatskirchlichen Gesetzgebung innerhalb des Konfliktes um die Errichtung eines Tessiner Bistums. Zu seinen Leistungen gehört seine vermittelnde Informations- und Dispenspolitik innerhalb der besonderen Verhältnisse der Schweiz in Bezug auf die Mischehen zwischen katholischen und protestantischen Eheleuten. Entgegen den Anstrengungen des Heiligen Stuhls zur Vermeidung von Mischehen sowie einer geforderten Verschärfung der Dispensvergabe nahm Bovieri die Schweizer Bischöfe und Priester in Schutz.